# Żołędowo, Tỉnh West Pomeranian
Żołędowo [ʐɔwɛnˈdɔvɔ] (tiếng Đức: Mittelfelde) là một ngôi làng thuộc khu hành chính của Gmina Drawsko Pomorskie, thuộc quận Drawsko, West Pomeranian Voivodeship, ở phía tây bắc Ba Lan. Nó nằm khoảng 14 kilômét (9 mi) về phía nam của Drawsko Pomorskie và 85 km (53 mi) về phía đông của thủ đô khu vực Szczecin.
Trước năm 1945, khu vực này là một phần của Đức. Đối với lịch sử của khu vực, xem Lịch sử của Pomerania.
Làng có dân số 50 người.